# Вірат Кохлі
Вірат Кохлі (англ. Virat Kohli, нар. 5 листопада 1988, Делі, Індія) — індійський професійний гравець у крикет, колишній капітан збірної Індії з крикету. 
Його часто називають одним з найкращих бетсменів всіх часів. Нагороджений вищою спортивною нагородою країни — Раджив Ганді Кхел Ратна і четвертим за значимістю цивільним орденом Індії — Падма Шрі. Чоловік акторки Анушки Шарми.
В 2016 році Кохлі потрапив до списку найвідоміших у світі спортменів від ESPN, а Форбс відніс його до найдорожчих брендів спортсменів. В 2018 році журнал Time назвав Кохлі одним з 100 найвпливовіших людей в світі. В 2020 році Кохлі потрапив на 66 сходинку в рейтингу найбільш високооплачуваних спортсменів від журналу Форбс з річним доходом в понад 26 млн. доларів.

## Життєпис
Вірат Кохлі народився 5 листопада 1988 року в Делі в сім'ї пенджабців. Його батько, Прем Кохлі, працював адвокатом у кримінальних справах. Мати, Сарой Кохлі, була домогосподаркою.
Кохлі навчався в Академії крикету Західного Делі з моменту її заснування в 1998 році і одночасно грав матчі в Академії Суміт Догра неподалік Нойди.

## Нагороди
- Арджуна — 2013[17]
- Падма Шрі в області спорту — 2017[18]
- Раджив Ганді Кхел Ратна — 2018[19]